# Leandro Vilariño
Leandro Vilariño (n. Godoy Cruz, Mendoza, Argentina, 27 de junio de 1969) es un cantante, compositor y guitarrista de rock argentino. Es el vocalista y principal compositor de la agrupación de rock alternativo, llamada Chancho Va.

## Biografía
Vilariño nació y se crio en Godoy Cruz. Estudio en la escuela de comercio Martín Zapata y cursó sus estudios universitarios en la Universidad Nacional de Cuyo, en la carrera de odontología, actualmente se desempeña profesionalmente en su consultorio particular situado en Godoy Cruz.

## Carrera
En el año 2000, forma un power trio con Rubén Castagnolo (bajo) y Leonardo Grasetto (batería); que llamarían Chancho Va, haciendo a una alusión a un juego de naipes muy conocido en Argentina. La agrupación ha sufrido la ida y vuelta de varios integrantes y tras editar varios EPs y un álbum en vivo, la agrupación ha editado hasta la fecha, un total de cuatro trabajos discográficos de estudio, siendo Vilariño el único miembro original de la banda.